# Georges Posener
Pour les articles homonymes, voir Posener.
Georges Posener (né le 12 septembre 1906 à Paris et mort le 15 mai 1988 à Garches) est un égyptologue français.

## Biographie
Diplômé de l'École pratique des hautes études, IVe section en 1933, il est pensionnaire de l'Institut français d'archéologie orientale du Caire de 1931 à 1935, puis chargé de mission auprès de cet institut jusqu'à la Seconde Guerre mondiale. À la fin de celle-ci, il est nommé directeur d'Études à l'École pratique des hautes études, jusqu'en 1978, tout en étant professeur au Collège de France de 1961 à 1978 dans la chaire de philologie et archéologie égyptiennes.
En 1969, il devint membre de l'Académie des inscriptions et belles-lettres.

## Publications
- La première domination perse en Égypte. Recueil d'inscriptions hiéroglyphiques, Le Caire, 1936 ;
- Princes et pays d'Asie et de Nubie. Textes hiératiques sur des figurines d'envoûtement du Moyen Empire, Bruxelles, 1940 ;
- Littérature et politique dans l'Égypte de la XIIe dynastie, Paris, 1956 ;
- Le Conte de Néferkaré et du général Siséné, Revue d'égyptologie 11, 1957
- " Dictionnaire de la civilisation égyptienne ", Fernand Hazan, Paris, 1959
- De la divinité du pharaon, Paris, 1960 ;
- Sur l'orientation et l'ordre des points cardinaux chez les Égyptiens, Paris, 1965 ;
- avec Michel Malinine et Jean Vercoutter, Catalogue des stèles du Sérapéum de Memphis, vol. I, Paris, 1968 ;
- L'Enseignement loyaliste. Sagesse égyptienne du Moyen Empire, Genève, 1976 ;
- Catalogue des ostraca hiératiques littéraires de Deir el Médineh, vol. I - III, Le Caire, 1934 (réimpr. 1980).